# Moše Kelmer
Moše Kelmer (hebrejsky: משה קלמר, žil 1. listopadu 1901 – 11. září 1970) byl izraelský politik a poslanec Knesetu za strany Sjednocená náboženská fronta, ha-Po'el ha-Mizrachi, Chazit datit le'umit, ha-Po'el ha-Mizrachi-Mizrachi a Mafdal.

## Biografie
Narodil se v tehdejší Ruské říši (později Polsko). V roce 1921 přesídlil do dnešního Izraele. Vystudoval učitelský seminář v Jeruzalémě a právo na Hebrejské univerzitě.

## Politická dráha
Byl aktivní v sionistickém Mizrachi v Polsku. Patřil mezi zakladatele hnutí ha-Po'el ha-Mizrachi. V roce 1926 byl zvolen tajemníkem jeho pobočky. V roce 1937 založil stavební firmu Habona napojenou na toto hnutí a roku 1938 firmu Miškanot, rovněž blízkou ha-Po'el ha-Mizrachi. V obou zasedal jako předseda představenstva. Založil také hypoteční banku Adanim a byl rovněž předsedou její správní rady.
V izraelském parlamentu zasedl poprvé už po volbách v roce 1949, do nichž šel za Sjednocenou náboženskou frontu. Mandátu se ale vzdal krátce po volbách, v březnu 1949. Znovu byl zvolen ve volbách v roce 1951, nyní za samostatně kandidující stranu ha-Po'el ha-Mizrachi. Byl členem parlamentního výboru práce a finančního výboru. Znovu se do Knesetu dostal až po volbách v roce 1955, do nichž šel nyní za stranu Chazit datit le'umit. Ta se v průběhu funkčního období přejmenovala na ha-Po'el ha-Mizrachi-Mizrachi a pak na Národní náboženskou stranu (Mafdal). Byl členem parlamentního výboru práce a finančního výboru. Ve volbách v roce 1959 nebyl zvolen. V parlamentu se objevil až po volbách v roce 1961, kdy kandidoval za Mafdal. Mandát získal až dodatečně, v dubnu 1963, jako náhradník poté co zemřel dosavadní poslanec Aharon Ja'akov Grinberg. Usedl na post člena výboru pro ekonomické záležitosti a výboru pro ústavu, právo a spravedlnost.